# Капоселе
Капосе́ле (итал. Caposele) — коммуна в Италии, располагается в регионе Кампания, в провинции Авеллино.
Население составляет 3797 человек, плотность населения составляет 93 чел./км². Занимает площадь 41 км². Почтовый индекс — 83040. Телефонный код — 0827.
Покровителем коммуны почитается священномученик Лаврентий, архидиакон, празднование 10 августа.